# Puchar Świata w skokach narciarskich w Sollefteå
Puchar Świata w skokach narciarskich w Sollefteå odbył się tylko w sezonie 1989/1990 - 11 marca 1990 roku. Ten konkurs miał być rozgrywany wprawdzie w innej szwedzkiej miejscowości - w Falun, ale zdecydowano się przenieść go na skocznię Hallstabacken. Zawody wygrał Czechosłowak Pavel Ploc, drugi był Fin i zwycięzca PŚ w tamtym sezonie - Ari-Pekka Nikkola, a na trzeciej pozycji uplasował się Włoch Virginio Lunardi, dla którego było to ostatnie podium w karierze. Najlepszy Szwed, Jan Boklöv, był 14., Polacy nie wystartowali.